# Campsiandra chigo-montero
Campsiandra chigo-montero là một loài thực vật có hoa trong họ Đậu. Loài này được Stergios miêu tả khoa học đầu tiên năm 1996.